# Стюарт, Элисон
Э́лисон Стюа́рт (англ. Alison Stewart; 4 июля 1966, Глен-Ридж, Нью-Джерси, США) — американская журналистка и телеведущая.

## Биография
Элисон Стюарт родилась 4 июля 1966 года в Глен-Ридже (штат Нью-Джерси, США) в семье работника фармацевтической компании и учительницы естественных наук.
Элисон начала свою журналистскую карьеру в 1991 году с работы сегмент-продюсером в «MTV News». Стюарт работала на MTV на протяжении большей части 1990-х годов.
С 4 ноября 2006 года Элисон замужем за бизнесменом Биллом Вулффом (род.1966). У супругов есть сын — Айзек Стюарт Вулфф (род.05.05.2008).